# MP3 Disques
 (mars 2022).
Si vous disposez d'ouvrages ou d'articles de référence ou si vous connaissez des sites web de qualité traitant du thème abordé ici, merci de compléter l'article en donnant les références utiles à sa vérifiabilité et en les liant à la section « Notes et références ».
MP3 Disques est une compagnie de disques québécoise fondée en 2004 par Mario Pelchat. Le premier disque à paraître sur cette nouvelle étiquette est l'album Noël avec Jireh Gospel Choir de Mario lui-même. Suivra deux ans plus tard trois albums dont deux lancés le même jour: Le monde où je vais de Mario Pelchat et J'avoue de Cindy Daniel. Le troisième album à paraître cette année-là, mais en octobre, est Quand le country dit bonjour, volume 1.

## Catalogue
- novembre 2004 : Mario Pelchat - Noël avec Jireh Gospel Choir  (AMPCD-7894)
- mars 2006 : Mario Pelchat - Le monde où je vais (AMPCD-7895)
- mars 2006 : Cindy Daniel - J'avoue (AMPCD-7896)
- octobre 2006 : Variés - Quand le country dit bonjour, volume 1 (AMPCD-7897)
- mai 2007 : Variés - MexiCanciones (AMPCD-7898)
- octobre 2007 : Variés - Quand le country dit bonjour, volume 2 (AMPCD-7899)
- août 2008 : Cindy Daniel - Le tout premier jour (AMPCD-7900)
- janvier 2009 : Ytheband - What the city does to people (AMPCD-7901)
- septembre 2009 : Nadja - Nadja (AMPCD-7902)
- septembre 2010 : Étienne Drapeau - Paroles & Musique (AMPCD-7903)
- mars 2011 : Nadja - Everything's Going My Way (AMPCD-7904)
- octobre 2011 : Cindy Daniel - Entre Nous: 10 Ans Déjà! (AMPCD-7905)
- novembre 2011 : Nadja - Noël (AMPCD-7906)
- septembre 2012 : Paul Daraîche - Mes amours, mes amis (AMPCD-7907)
- novembre 2012 : Mario Pelchat - Toujours de nous Le Spectacle (AMPCD-7908)
- avril 2013 : Mountain Daisies - L'Open Country (AMPCD-7909)
- septembre 2013 : Nadja - Des réponses (AMPCD-7910)
- novembre 2013 : Paul Daraîche - Ces Noëls d'autrefois (AMPCD-7911)
- septembre 2014 : Mario Pelchat - Un homme qui vous ressemble (AMPCD-7912)